# Leksana
Leksana est un village indonésien du kecamatan (canton) de Karangkobar, kabupaten (département) de Banjarnegara, province de Java central.